# Ōda
Pour les articles homonymes, voir Oda (homonymie).
Ōda (大田市, Ōda-shi) est une ville située dans la préfecture de Shimane, sur l'île de Honshū, au Japon.

## Géographie

### Situation
Ōda est située dans le centre de la préfecture de Shimane. La ville est bordée par la mer du Japon, au nord-ouest.

### Municipalités limitrophes
| mer du Japon | mer du Japon | Izumo  |
| mer du Japon | Ōda          | Iinan  |
| Gōtsu        | Kawamoto     | Misato |

### Démographie
En juin 2022, la population d'Ōda était de 33 020 habitants, répartis sur une superficie de 435,71 km2.

### Climat
Ōda a un climat subtropical humide avec des étés très chauds et des hivers frais. Les précipitations sont abondantes tout au long de l'année. La température annuelle moyenne à Ōda est de 15,3 °C. La pluviométrie annuelle moyenne est de 1 772,8 mm, juillet étant le mois le plus humide. Les températures sont les plus élevées en moyenne en août, à environ 27,0 °C, et les plus basses en janvier, à environ 5,0 °C.

## Histoire
Le bourg d'Ōda est officiellement créé en 1954. Il acquiert le statut de ville en 2005 après l'intégration des bourgs voisins de Yunotsu et Nima.
L'histoire de la cité est liée aux mines d'argent d'Iwami, inscrites en 2007 au patrimoine mondial de l'humanité.

## Transports
La ville est desservie par la ligne principale San'in de la JR West.

## Jumelages
Ōda est jumelée avec :
- Daejeon (Corée du Sud) depuis 1987
- Kasaoka (Japon) depuis 1990